# Ochina ptinoides
Ochina ptinoides là một loài bọ cánh cứng thuộc chi Ochina trong họ Ptinidae.

## Hình ảnh

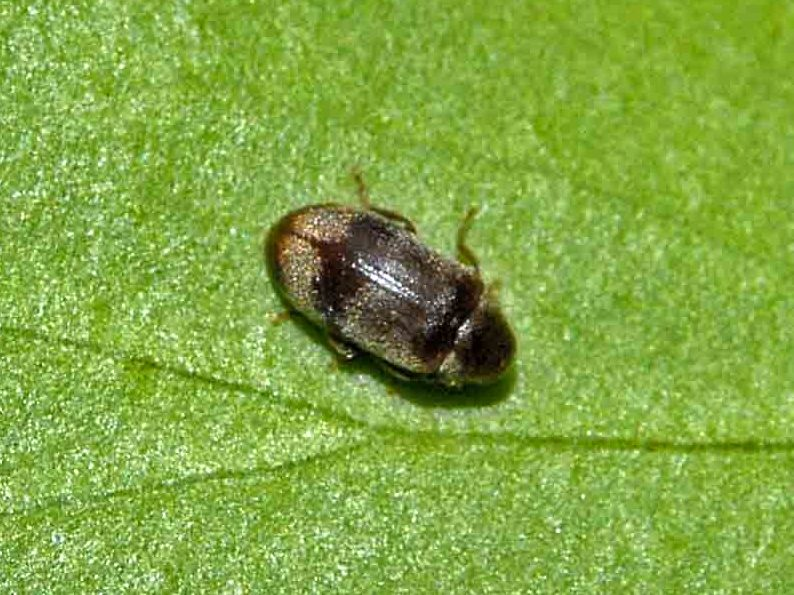
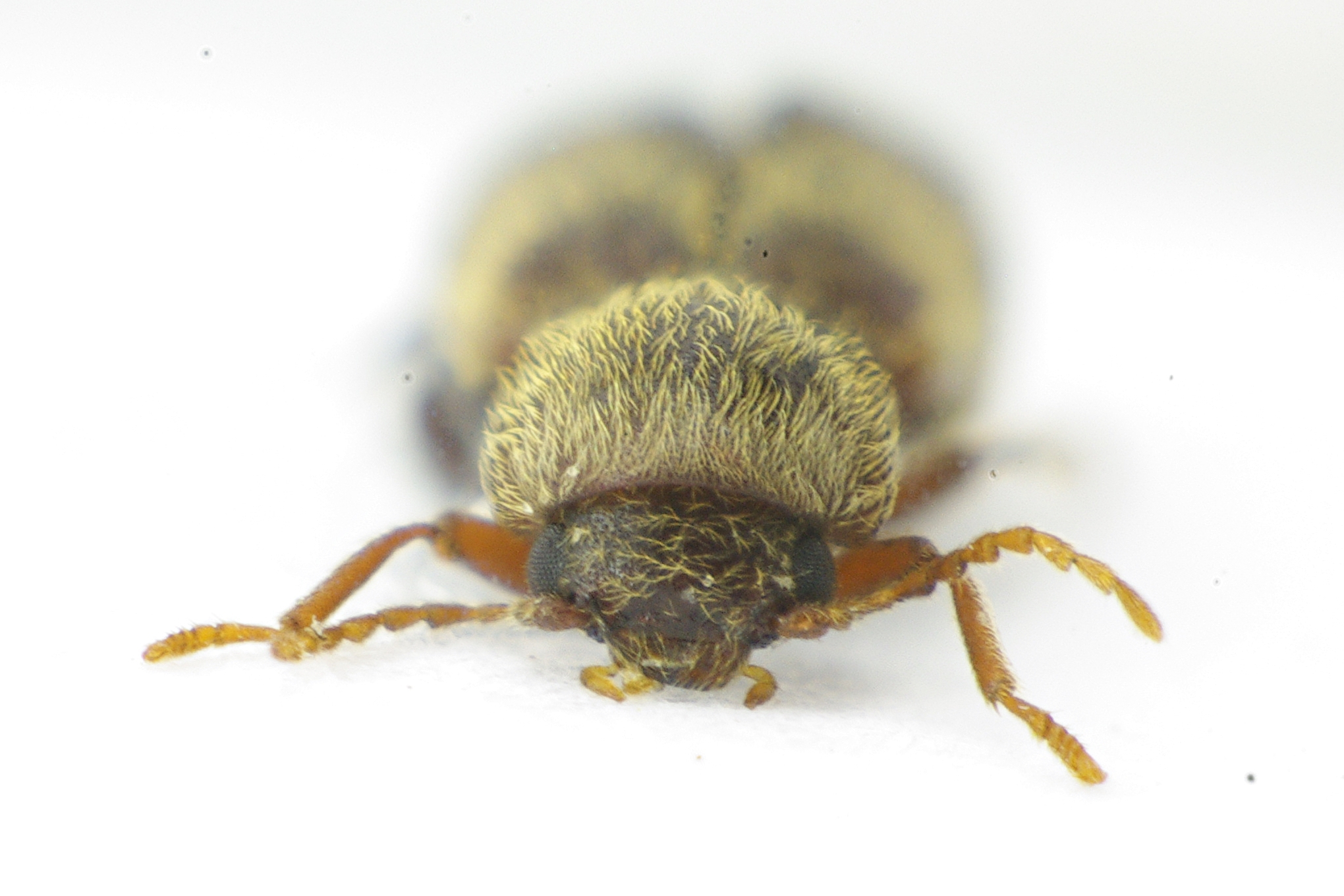
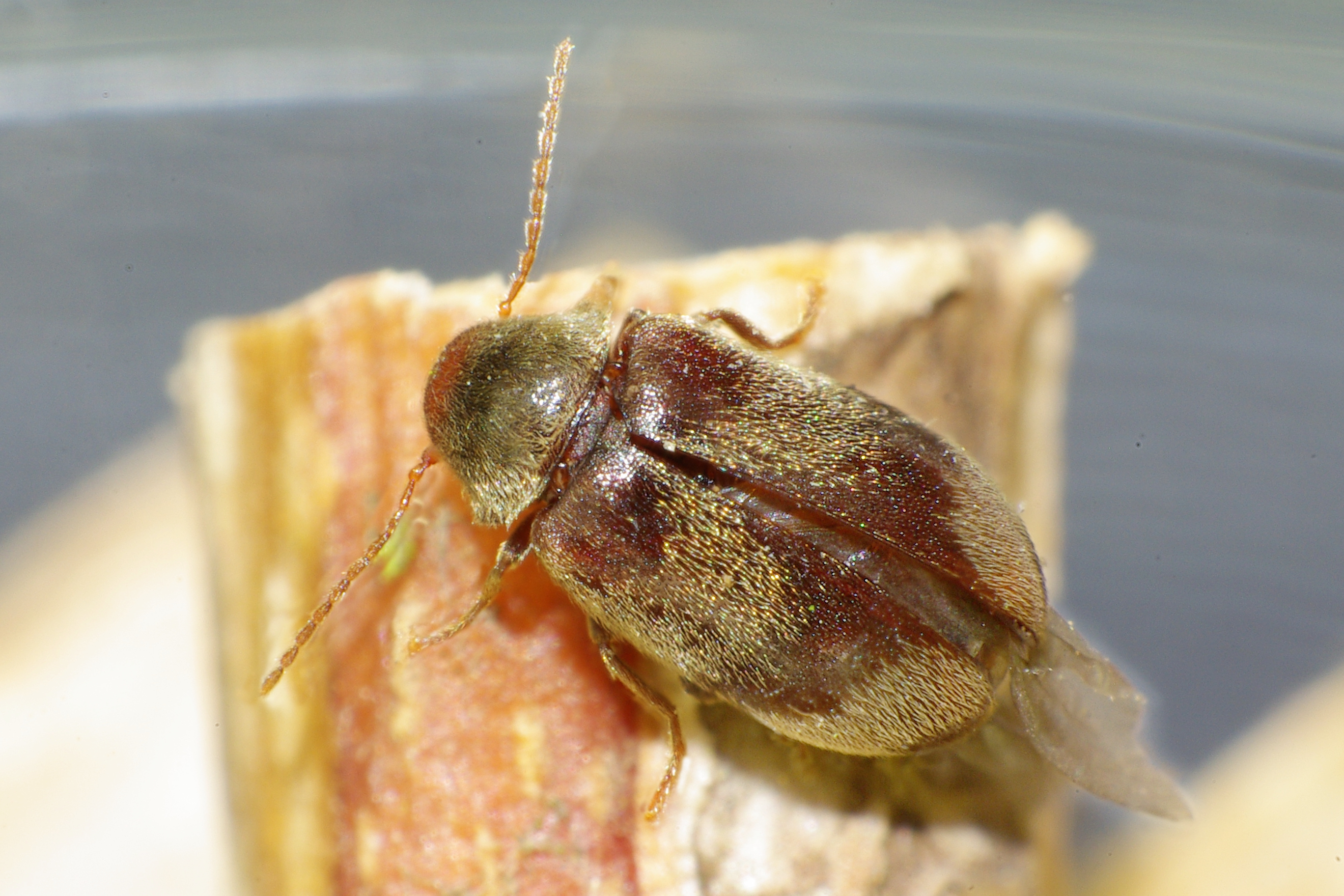
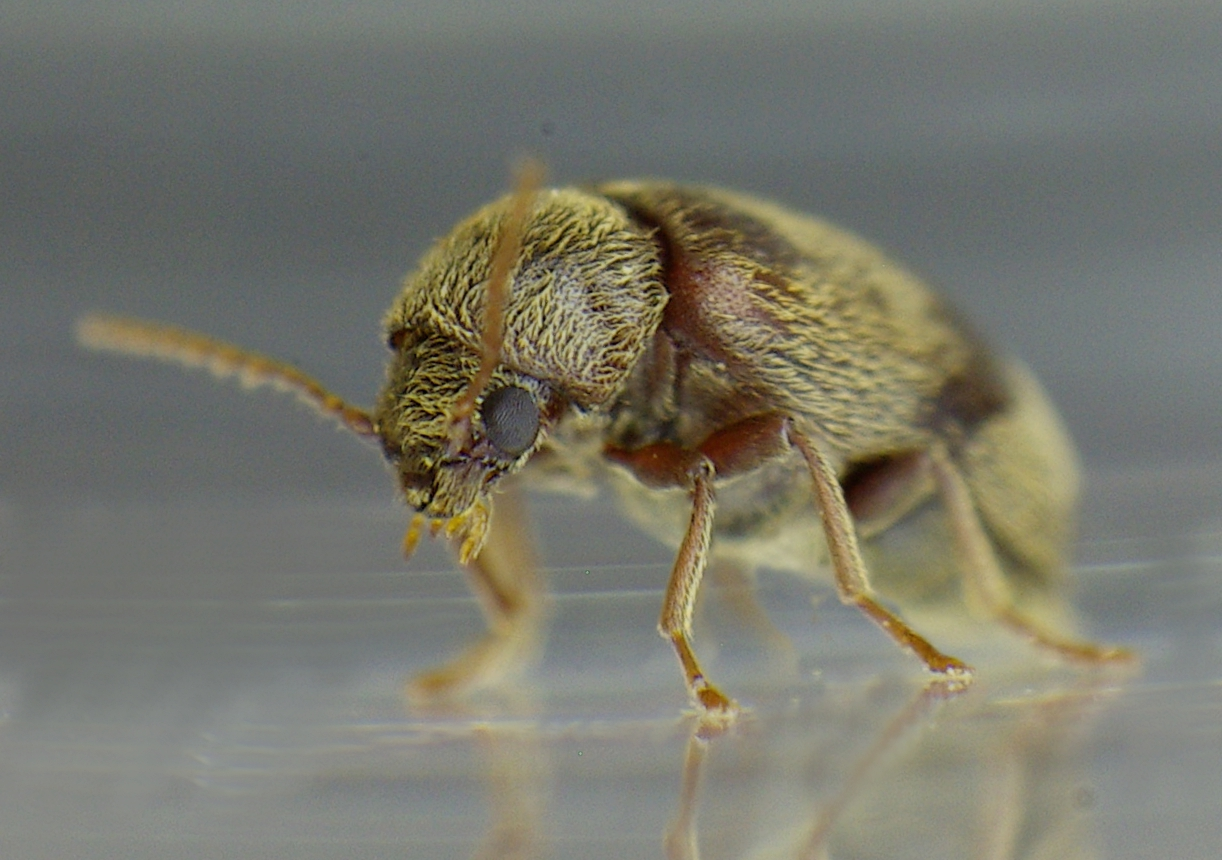